# Aurangabad (Bihar)
Ne doit pas être confondu avec Aurangabad.
Aurangabad est une ville indienne située dans le district d'Aurangabad dans l’État du Bihar. En 2001, sa population était de 79 351 habitants.

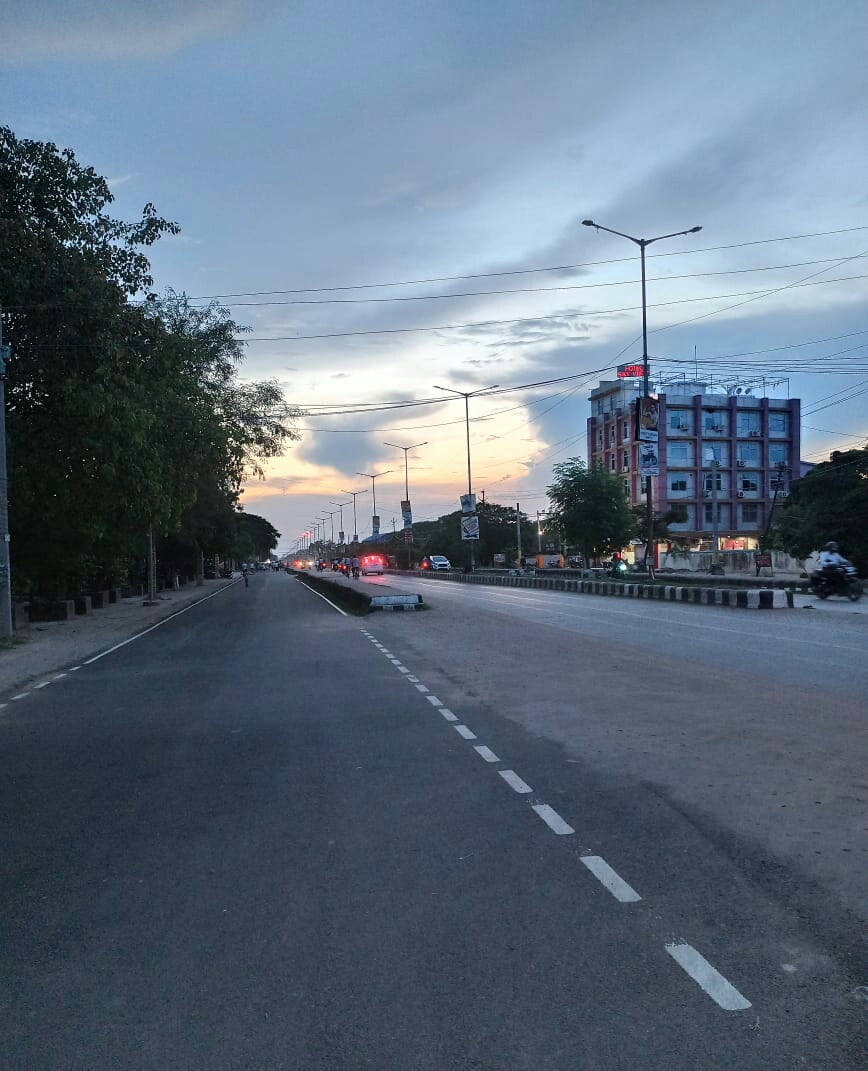
Aurangabad en 2020.